# Nomisia celerrima
Nomisia celerrima är en spindelart som först beskrevs av Simon 1914.  Nomisia celerrima ingår i släktet Nomisia och familjen plattbuksspindlar. Inga underarter finns listade i Catalogue of Life.